# UCI America Tour 2007
Navigation
Édition précédente Édition suivante
L'UCI America Tour 2007 est la troisième édition de l'UCI America Tour, l'un des cinq circuits continentaux de cyclisme de l'Union cycliste internationale. Il est composé de 42 compétitions, organisées du 1er octobre 2006 au 15 septembre 2007 en Amérique.

## Calendrier des épreuves

### Octobre 2006
| Date  | Course                        | Pays      | Classe | Vainqueur         | Équipe                |
| ----- | ----------------------------- | --------- | ------ | ----------------- | --------------------- |
| 1-8   | Clásico Ciclístico Banfoandes | Venezuela | 2.2    | Hernán Buenahora  | Gobernación de Zulia  |
| 10-15 | Tour de Chihuahua             | Mexique   | 2.2    | Luis Pérez Romero | Andalucía-Paul Versan |
| 20-1  | Tour du Guatemala             | Guatemala | 2.2    | Juan Carlos Rojas | Dos Pinos Costa Rica  |

### Novembre 2006
| Date  | Course                            | Pays    | Classe | Vainqueur          | Équipe                |
| ----- | --------------------------------- | ------- | ------ | ------------------ | --------------------- |
| 7-12  | Doble Copacabana Grand Prix Fides | Bolivie | 2.2    | Juan Diego Ramírez | EPM-Orbitel           |
| 14-24 | Tour de Santa Catarina            | Brésil  | 2.2    | Pedro Nicácio      | Scott-Marcondes Cesar |

### Décembre 2006
| Date  | Course             | Pays       | Classe | Vainqueur   | Équipe            |
| ----- | ------------------ | ---------- | ------ | ----------- | ----------------- |
| 16-29 | Tour du Costa Rica | Costa Rica | 2.2    | Henry Raabe | BCR-Pizza Hut-KHS |

### Janvier
| Date  | Course                   | Pays      | Classe | Vainqueur        | Équipe                |
| ----- | ------------------------ | --------- | ------ | ---------------- | --------------------- |
| 7     | Copa América de Ciclismo | Brésil    | 1.2    | Nilceu Santos    | Scott-Marcondes Cesar |
| 7-21  | Tour du Táchira          | Venezuela | 2.2    | Hernán Buenahora | Gobernación de Zulia  |
| 23-28 | Tour de San Luis         | Argentine | 2.2    | Jorge Giacinti   | Lider                 |

### Février
| Date  | Course             | Pays       | Classe | Vainqueur       | Équipe            |
| ----- | ------------------ | ---------- | ------ | --------------- | ----------------- |
| 13-25 | Tour de Cuba       | Cuba       | 2.2    | Svein Tuft      | Symmetrics        |
| 18-25 | Tour de Californie | États-Unis | 2.HC   | Levi Leipheimer | Discovery Channel |

### Mars
| Date  | Course                             | Pays  | Classe | Vainqueur      | Équipe       |
| ----- | ---------------------------------- | ----- | ------ | -------------- | ------------ |
| 15-25 | Vuelta Ciclista Por Un Chile Lider | Chili | 2.2    | Jorge Giacinti | Lider Presto |

### Avril
| Date  | Course                          | Pays       | Classe | Vainqueur       | Équipe                |
| ----- | ------------------------------- | ---------- | ------ | --------------- | --------------------- |
| 7     | U.S. Open Cycling Championships | États-Unis | 1.1    | Svein Tuft      | Symmetrics            |
| 11-15 | Tour de Rio de Janeiro          | Brésil     | 2.2    | Matías Médici   | Scott-Marcondes Cesar |
| 16-22 | Tour de Géorgie                 | États-Unis | 2.HC   | Janez Brajkovič | Discovery Channel     |
| 22-29 | Tour de l'État de Sao Paulo     | Brésil     | 2.2    | Marcos Novello  | Memorial-Fupes-Santos |
| 28-4  | Tour du Salvador                | Salvador   | 2.2    | Wilson Zambrano | Colombia es Pasion    |

### Mai
| Date  | Course                                                                | Pays      | Classe | Vainqueur      | Équipe                      |
| ----- | --------------------------------------------------------------------- | --------- | ------ | -------------- | --------------------------- |
| 5     | Classique de l'anniversaire de la Fédération de cyclisme du Venezuela | Venezuela | 1.2    | José Aguilar   | Fundadeporte Carabobo       |
| 6     | Clasico Corre Por La Vida                                             | Venezuela | 1.2    | José Alarcón   | Kino Tachira Banfoandes     |
| 10-13 | Doble Sucre Potosi Grand Prix                                         | Bolivie   | 2.2    | Óscar Soliz    | Coordinadora De Boyaca Ebsa |
| 16-20 | Volta do Paraná                                                       | Brésil    | 2.2    | Renato Seabra  | Clube Datarode Ciclismo     |
| 25    | Championnat du contre-la-montre panaméricain                          | Venezuela | CC     | Libardo Niño   | Colombie                    |
| 27    | Championnat panaméricain de course en ligne                           | Venezuela | CC     | Martin Gilbert | Canada                      |

### Juin
| Date  | Course                                  | Pays       | Classe | Vainqueur       | Équipe                |
| ----- | --------------------------------------- | ---------- | ------ | --------------- | --------------------- |
| 3     | Lancaster Classic                       | États-Unis | 1.1    | Bernhard Eisel  | T-Mobile              |
| 7     | Reading Classic                         | États-Unis | 1.1    | Bernhard Eisel  | T-Mobile              |
| 10    | Philadelphia International Championship | États-Unis | 1.HC   | Juan José Haedo | CSC                   |
| 12-17 | Tour de Beauce                          | Canada     | 2.2    | Ben Day         | Navigators Insurance  |
| 23    | Saturn Rochester Twilight Criterium     | États-Unis | 1.2    | Hilton Clarke   | Navigators Insurance  |
| 24    | Meeting Internacional de Goiania        | Brésil     | 1.2    | Rafael Andriato | Memorial-Fupes-Santos |

### Juillet
| Date  | Course                      | Pays     | Classe | Vainqueur       | Équipe                |
| ----- | --------------------------- | -------- | ------ | --------------- | --------------------- |
| 8     | Prova Ciclística 9 de Julho | Brésil   | 1.2    | Rafael Andriato | Memorial-Fupes-Santos |
| 28-12 | Tour de Colombie            | Colombie | 2.2    | Santiago Botero | EPM-Orbitel           |

### Août
| Date | Course             | Pays      | Classe | Vainqueur     | Équipe                         |
| ---- | ------------------ | --------- | ------ | ------------- | ------------------------------ |
| 3-12 | Tour de Guadeloupe | France    | 2.2    | Flober Peña   | Union Cycliste Capesterre      |
| 27-9 | Tour du Venezuela  | Venezuela | 2.2    | César Salazar | Loteria Del Tachira-Banfoandes |

### Septembre
| Date  | Course             | Pays       | Classe | Vainqueur          | Équipe              |
| ----- | ------------------ | ---------- | ------ | ------------------ | ------------------- |
| 8     | Univest Grand Prix | États-Unis | 1.2    | William Frischkorn | Slipstream-Chipotle |
| 11-16 | Tour du Missouri   | États-Unis | 2.1    | Shawn Milne        | Discovery Channel   |
| 15    | Tour de Leelanau   | États-Unis | 1.2    | Shawn Milne        | Priority Health     |

## Classements finals
| #   | Coureur           | Pays        | Pts    |
| 01. | Svein Tuft        | Canada      | 234,66 |
| 02. | Hernán Buenahora  | Colombie    | 194,66 |
| 03. | Manuel Medina     | Venezuela   | 186,66 |
| 04. | Alejandro Borrajo | Argentine   | 186    |
| 05. | Nilceu dos Santos | Brésil      | 164,66 |
| 06. | Rafael Andriato*  | Brésil      | 136    |
| 07. | César Salazar     | Colombie    | 134,66 |
| 08. | Santiago Botero   | Colombie    | 125    |
| 09. | Anthony Brea      | Venezuela   | 119,66 |
| 10. | Sergueï Lagoutine | Ouzbékistan | 114    |

| #    | Équipe                                          | Pays       | Pts    |
| 01.  | Symmetrics                                      | Canada     | 624,62 |
| 02.  | Scott-Marcondes Cesar                           | Brésil     | 472,96 |
| 03.  | Tecos de la Universidad Autónoma de Guadalajara | Mexique    | 384,62 |
| 04.  | Navigators Insurance                            | États-Unis | 358    |
| 05.  | Slipstream-Chipotle                             | États-Unis | 305    |
| 06.  | Serramenti PVC Diquigiovanni                    | Venezuela  | 288,94 |
| 07.  | Memorial-Fupes-Santos                           | Brésil     | 246    |
| 08.  | Health Net-Maxxis                               | États-Unis | 226    |
| 09.  | Kelly Benefit Strategies-Medifast               | États-Unis | 211    |
| 010. | UNE-Orbitel                                     | Colombie   | 205    |

### Classements par nations
| #   | Pays       | Pts     |
| 1.  | Colombie   | 1436.96 |
| 2.  | Argentine  | 1140.64 |
| 3.  | Canada     | 977.3   |
| 4.  | Brésil     | 888.98  |
| 5.  | Venezuela  | 724.98  |
| 6.  | États-Unis | 578     |
| 7.  | Mexique    | 460.64  |
| 8.  | Costa Rica | 424     |
| 9.  | Cuba       | 373     |
| 10. | Bolivie    | 311     |

| #   | Pays (U23) | Pts    |
| 1.  | Brésil     | 448.32 |
| 2.  | Canada     | 208.66 |
| 3.  | Venezuela  | 199.32 |
| 4.  | Argentine  | 154    |
| 5.  | Mexique    | 148    |
| 6.  | Bolivie    | 101    |
| 7.  | Colombie   | 97,66  |
| 8.  | Équateur   | 76     |
| 9.  | Belize     | 72     |
| 10. | États-Unis | 65     |